# SV Jahnsbach
Der SV Jahnsbach war ein deutscher Fußballverein mit Sitz im heutigen Stadtteil Jahnsbach der sächsischen Stadt Thum.

## Geschichte

### Gründung und Zwischenkriegszeit
Der Verein wurde am 1. Juni 1913 unter dem Namen Fußballclub Jahnsbach gegründet. Aufgrund des Ersten Weltkriegs kam es aber in den ersten Jahren, nie wirklich zu einem Spielbetrieb. Am 12. September 1919 wurde der Verein dann in Ballspielclub 13 Jahnsbach umbenannt. Dem Verband Mitteldeutscher Ballspiel-Vereine (VMBV) schloss sich der Verein dann schließlich zum 31. Oktober 1919 an.
Die Gauliga Obererzgebirge wurde zur Saison 1923/24 erstmals erstklassig, in dieser Saison belegte die Mannschaft mit 4:14 Punkten den sechsten Platz. Nach der Saison 1928/29 erreichte die Mannschaft den mit 29:3 Punkten den ersten Platz in ihrer Gauliga, damit konnte sich der Verein für die Endrunde um die Mitteldeutsche Meisterschaft qualifizieren. Bereits in der ersten Runde am 17. März 1929 unterlag die Mannschaft aber beim  Plauener Sport- und Ballspielclub mit 4:1. Nach der darauf folgenden Saison landete die Mannschaft aber nur noch auf dem vierten Platz. Die letzte erstklassige Saison 1932/33 wurde dann auf dem fünften Platz abgeschlossen.
Nach der Machtergreifung der Nationalsozialisten wurde der Verein in die Drittklassigkeit versetzt. Ab der Saison 1933/34 spielte die Mannschaft somit in der 1. Kreisklasse, hier belegte die Mannschaft am Ende der Saison dann auch wieder den fünften Platz. Nach der Saison 1935/36 wurde die Mannschaft dann noch einmal Abteilungsmeister ihrer Kreisklasse.

### Nachkriegszeit
Das erste Freundschaftsspiel nach dem Ende des Zweiten Weltkriegs wurde dann gegen den die Sportgemeinschaft des benachbarten Herold ausgetragen und mit 7:2 gewonnen. Im Jahr 1962 wurde dann aus der SG Jahnsbach die BSG Fortschritt Jahnsbach. Im Februar 1991 entstand dann aus der BSG der SV Jahnsbach. Die Fußballer spielten ab dann im Kreisfußballverband Zschopau in der 1. Kreisklasse.

### Status als Fahrstuhlmannschaft
Zur Saison 1993/1994 wechselte der Verein dann in den Kreisfußballverband Annaberg und spielte dort in der Kreisliga. Nach der Saison 1996/97 musste der Verein dann aber wieder in die 1. Kreisklasse absteigen. Nach einer Saison erfolgte zwar der direkte Wiederaufstieg, jedoch konnte sich die Mannschaft auch nur eine Saison in der Klasse halten und stieg somit gleich wieder ab.
In der Saison 2003/04 belegte die Mannschaft dann wieder den ersten Platz in der 1. Kreisklasse und konnte ein weiteres Mal in die Kreisliga aufsteigen. Diese musste der Verein mit 25 Punkten auf dem zwölften Platz aber wieder einmal gleich wieder verlassen. Zurück in der 1. Kreisklasse landete der Verein dann mit 46 Punkten auf dem fünften Platz. Nach der Saison 2012/13 stieg der Verein dann als letzter der Tabelle mit 17 Punkten aus der Liga ab.